# Nova Palmeira
Nova Palmeira es un municipio brasileño del estado de Paraíba. Su población estimada en 2012 era de 4480 habitantes, según el Instituto Brasileño de Geografía y Estadística (IBGE).
El municipio está incluido en el área geográfica de cobertura del semiárido brasileño, definida por el Ministerio de Integración Nacional en 2005.